# Ennio Antonangeli
Ennio Antonangeli (Roma, 21 agosto 1930 – Roma, 27 ottobre 2013) è stato un fotografo e editore italiano degli anni della "dolce vita" di Roma.

## Biografia
Compiuti gli studi universitari in architettura si dedica interamente alla fotografia, diventando a partire dagli anni sessanta una delle firme più note nella realizzazione di servizi in campo musicale. Nel suo studio del quartiere Prati, a poche centinaia di metri dalla sede della RAI di viale Mazzini, passano i volti noti della canzone italiana e internazionale, in molti casi prima ancora di diventare famosi. Fra questi Amalia Rodrigues, i Rockets, gli Stadio, Francesco Guccini, Giorgio Gaber, la francese Jeanne Mas, Renato Zero.
Alcuni dei suoi servizi fotografici, anche goliardici, sono diventati dei cult, come nel caso del lancio degli Shampoo, band napoletana che rifece alcune canzoni dei Beatles in dialetto con testi scanzonati ed ottenne un certo successo negli anni ottanta. L'archivio fotografico rappresenta un repertorio storico unico per la documentazione della musica italiana dagli anni sessanta agli anni novanta ed è meta di visite di appassionati da tutto il mondo.
Le sue collaborazioni nel settore delle riviste musicali, nel corso degli anni settanta, ne accrescono la notorietà. Fra queste Ciao 2001 e Titan Avant Garde. A partire dagli anni ottanta, cambia settore di attività, occupandosi di riviste di moda e producendo alcune delle principali testate italiane ed europee legate al settore degli abiti da sposa, diventando editore in proprio.

## Citazioni fotografiche
- I Rockets nello studio fotografico di Ennio Antonangeli (JPG), su lesrockets.com.
- Amalia Rodriguez
- Ciao 2001 Unofficial web site, su digilander.libero.it.
- Chiedi chi erano i Beatles, Stadio, su discografia.dds.it.
- F. Guccini, Via Paolo Fabbri 43, su viafabbri43.net.
- Il segreto di Guccini: andare in tour da trent'anni con la stessa fotografia, su archiviostorico.gazzetta.it.
- Il disco goliardico degli Shampoo citato in una bibliografia "ufficiale" dei Beatles in Giappone, su sound.jp.
- Ennio Antonangeli, il fotografo che immortalò l’Italia, su marcovalerio.it.